# 上総川間駅
上総川間駅（かずさかわまえき）は、千葉県市原市下矢田にある、小湊鉄道線の駅である。

## 歴史
- 1953年（昭和28年）4月1日：開業。

## 駅構造
単式ホーム1面1線を有する地上駅。待合所がホーム上にあり、無人駅となっている。

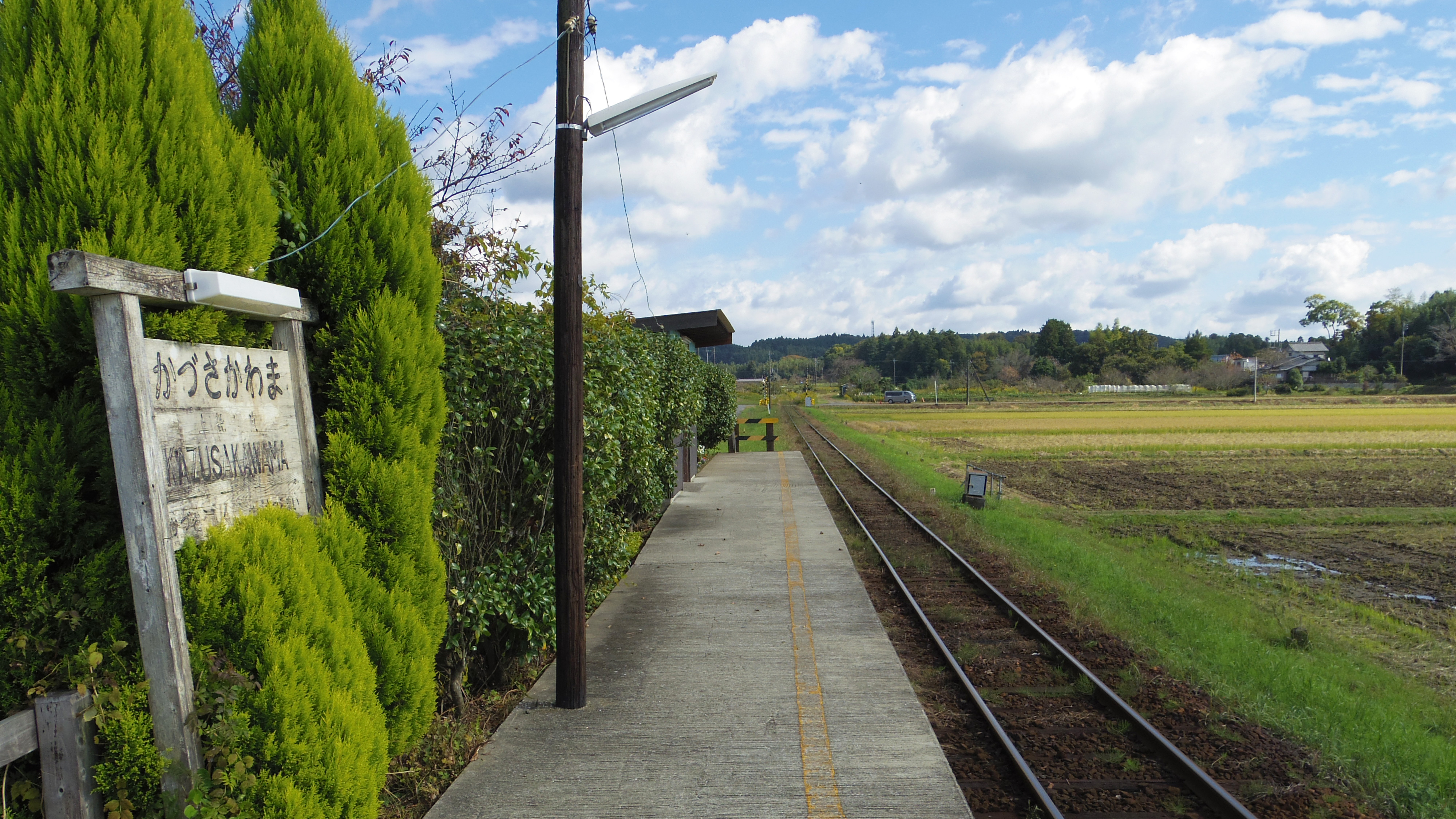
駅ホーム（2015年11月）

## 利用状況
2020年度の1日平均乗車人員は45人である。
近年の一日平均乗車人員推移は下表の通り。
| 乗車人員推移       | 乗車人員推移      | 乗車人員推移 |
| 年度               | 一日平均 乗車人員 | 備考         |
| ------------------ | ----------------- | ------------ |
| 1986年（昭和61年） | 91                | [ * 2 ]      |
| 2007年（平成19年） | 9                 | [ * 3 ]      |
| 2008年（平成20年） | 8                 | [ * 4 ]      |
| 2009年（平成21年） | 8                 | [ * 5 ]      |
| 2010年（平成22年） | 32                | [ * 6 ]      |
| 2011年（平成23年） | 57                | [ * 7 ]      |
| 2012年（平成24年） | 68                | [ * 8 ]      |
| 2013年（平成25年） | 60                | [ * 9 ]      |
| 2014年（平成26年） | 55                | [ * 10 ]     |
| 2015年（平成27年） | 62                | [ * 11 ]     |
| 2016年（平成28年） | 67                | [ * 12 ]     |
| 2017年（平成29年） | 64                | [ * 13 ]     |
| 2018年（平成30年） | 59                | [ * 14 ]     |
| 2019年（令和元年） | 56                | [ * 15 ]     |
| 2020年（令和02年） | 45                | [ * 1 ]      |

## 駅周辺
周辺は田園地帯が広がり、国道・県道沿いに住宅が点在し、北東の石川地区は住宅地となっている。養老川沿いには工場が点在している。
- 国道297号
- 千葉県道81号市原天津小湊線
- 千葉県道284号鶴舞牛久線
- 千葉県立市原高等学校 鶴舞グリーンキャンパス
  - 千葉県立鶴舞桜が丘高等学校 グリーンキャンパス（千葉県立市原高等学校に統合）
  - 千葉県立市原特別支援学校 つるまい風の丘分校
- 市原市立南総中学校
- ソーラーシェアリング上総鶴舞

## 隣の駅
小湊鉄道
■小湊鉄道線
上総牛久駅 - 上総川間駅 - 上総鶴舞駅